# Akvarij Kelly Tarlton
Akvarij Kelly Tarlton's Sea Life (prej Kelly Tarlton's Underwater World) je javni akvarij, odprt leta 1985 v Aucklandu na Novi Zelandiji. Je na 23 Tamaki Drive in je bil plod novozelandske morske arheologinje in potapljačice Kelly Tarlton (1937–1985).
Akvarij, zgrajen v neuporabljenih rezervoarjih za shranjevanje odplak, je uporabil novo obliko akrilnega oblikovanja, ki je omogočal ukrivljene tunele namesto ogledov območij samo z ravnimi ploščami, kot v prejšnjih akvarijih. Projekt je bil tudi eden prvih, ki je uporabil premikajoče se pešpoti za počasno potovanje ljudi skozi razgledna območja.

## Zgodovina
Leta 1983 je Tarltonova predlagala gradnjo akvarija v neuporabljenih kanalizacijskih rezervoarjih pod zemljo na obali Aucklanda. Ribe bi lahko opazovali skozi dolg akrilni tunel.
Akvarij so odprli leta 1985 po 10 mesecih gradnje. Tarltonova je razvila novo metodo gradnje akrilnega tunela tako, da je vzela velike liste prozornega akrila, jih razrezala na velikost in segrevala v pečici, dokler niso dobili oblike kalupa. Nekateri listi so tehtali več kot eno tono. Zaradi loma, ki ga povzroča svetloba, ki potuje skozi vodo, in akrilnih plošč, uporabljenih pri izdelavi tunela, se zdi, da so ribe za tretjino manjše, kot so.
110-metrski predor je bil ustvarjen v zbiralnikih za odplake, ki niso bili uporabljeni od leta 1960. Rezervoarji so pod predmestjem Ōrākei, na Tamaki Drive in gledajo na pristanišče Waitematā.
Ko so bili tuneli postavljeni in rezervoarji napolnjeni, da bi preverili puščanje (nič niso našli), je bila z uporabo betona ustvarjena morska pokrajina jam in grebenov, preden so bili bazeni napolnjeni v enem delu s skrbno izbiro več kot 1800 morskih bitij. Drug del je bil poln morskih psov (vključno z Carcharhinus brachyurus, sedmoškržnim morskim psom, wobbegongom (Orectolobidae), pepelastim morskim psom (Galeorhinus galeus)) in morskim bičem.
Leta 1994 je bil objekt razširjen tako, da je vključeval repliko koče, ki jo je kapitan Robert Falcon Scott uporabljal na svoji tragični ekspediciji na Antarktiko, kot tudi kolonijo antarktičnih pingvinov v razstavi z nadzorovanim podnebjem.
Decembra 2004 so v akvariju odprli Stingray Bay, ki ima ogromen 350.000-litrski rezervoar z odprtim vrhom, ki je na najgloblji točki globok 2,6 metra in je izdelan iz kristalno čistega akrila za optimalno gledanje.
Leta 2008 je Village Roadshow kupil objekt za 13 milijonov NZD. Village Roadshow ima v lasti tudi Sydney Aquarium, Oceanworld Manly, Sea World Gold Coast in druga prizorišča.
Decembra 2010 je Kelly Tarlton prejela pet novih peščenih tigrastih morskih psov iz ZDA.
Leta 2011 je Village Roadshow prodal Podvodni svet Kelly Tarlton in druge znamenitosti v Sydneyju skupini Merlin Entertainments.
Marca 2012 je Merlin Entertainments napovedal nadgradnjo v vrednosti 5,5 milijona dolarjev, ki uvaja nove eksponate, novo postavitev in bolj interaktivno izkušnjo, ki naj bi bila odprta septembra 2012. Kot del širitve so akvarij preimenovali v Sea Life Aquarium Kelly Tarlton, s čimer so ga uskladili z globalno blagovno znamko Sea Life Centers Merlin Entertainments. Nadgradnja in preoblikovanje blagovne znamke sta se začela 29. septembra 2012.

## Objekti
Glavne značilnosti akvarija so srečanje z Antarktiko in podvodni svet, vključuje pa tudi več drugih eksponatov in več izobraževalnih prostorov.
- Ledena pustolovščina na Antarktiki in baza Scott (prej Antarctic Encounter) – Ta razstava je bila odprta leta 1994 in je prva razstava, s katero se srečajo obiskovalci. Obiskovalci si lahko ogledajo pingvine v akvariju skozi steklo v njihovem habitatu z nadzorovano temperaturo. Obiskovalci nato gredo skozi rekreacijo koče, ki jo je uporabljal kapitan Robert Falcon Scott med svojo ekspedicijo na južni pol leta 1912. V akvariju je kolonija kraljevih pingvinov in oslovskih pingvinov. Nekoč je okoli območja potekala vožnja z ratrakom, vendar so jo leta 2012 spremenili v sprehod po okolici.
- NIWA Southern Oceans Discovery (prej NIWA Interactive Room) – ta soba je v bližini zaliva Stingray Bay in je namenjena izobraževanju otrok o morskem svetu in Antarktiki, hkrati pa jih zabava.

Turtle Bay (prej Stingray Bay) – Je 350.000-litrski akrilni rezervoar z odprtim vrhom. Ta rezervoar vsebuje reševalne želve, ki jih rehabilitira Kelly Tarltons. Nekdaj je bilo to območje dom ožigalkarjev. Ta del akvarija ima kiosk za osvežitev.
- Pacific Shark Zone in Shipwreck Explorer (prej podvodni svet) – izvirni del akvarija. Ta 110-metrski akrilni tunel popelje obiskovalce skozi dva rezervoarja, ki lahko sprejmeta do 2000 živali. Prvi rezervoar (ali rezervoar za plenilce) je napolnjen predvsem z vrstami morskih psov in ima približno 3.800.000 litrov, medtem ko so v drugem rezervoarju večinoma jate ribe, kot je modri maomao (Scorpis violacea).
- Fish Gallery in Seahorse Kingdom (prej Sea Creatures) – To območje vsebuje manjše akvarije, običajno napolnjene z eno samo vrsto. Tukaj lahko najdete; dva tropska morska akvarija, rdeča piraja (Pygocentrus nattereri), hobotnica, morski konjički, murene, raki ter kamenka in napihovalka v akvariju za strupene in strupene ribe. V bližini tega območja je trgovina s spominki, ki vsebuje tudi izhod.